# Citrus reticulata
Citrus reticulata es una especie del género Citrus, en la familia de las rutáceas (con más de 1600 especies), nativa del sudeste asiático y Filipinas. Se conoce popularmente por el nombre de mandarino y sus frutos como mandarina, si bien estas denominaciones no son exclusivas, ya que Citrus × tangerina recibe el mismo nombre. La pulpa de su fruto está formada por un considerable número de gajos llenos de jugo que contienen gran cantidad de vitamina C, flavonoides y aceites esenciales.

## Descripción

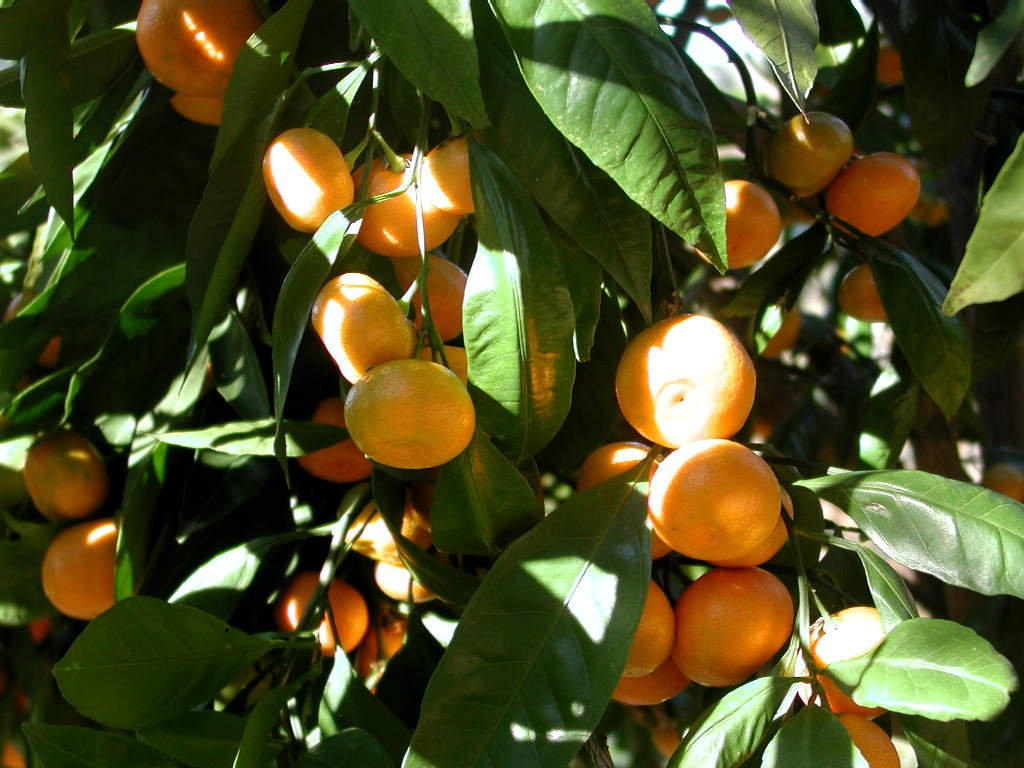
Frutos y hojas

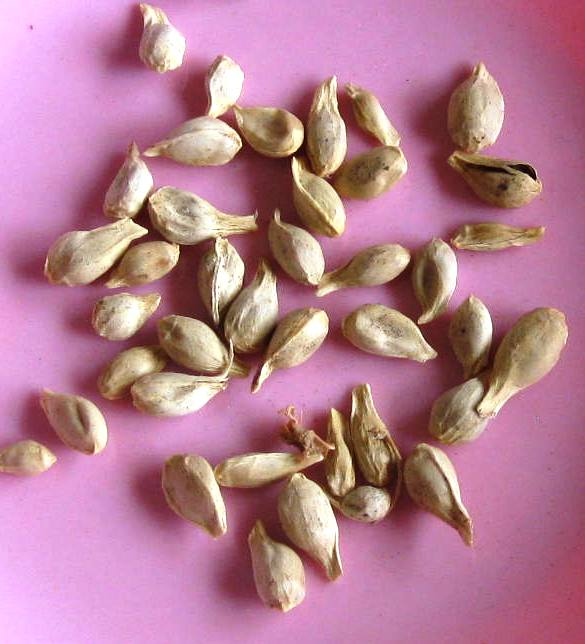
Semillas de Citrus reticulata

Árbol de características similares al naranjo, aunque más pequeño (2-6 m) y con porte frecuentemente torcido. Las hojas son oblongas o elíptico-lanceoladas, de 3,5-8 x 1,5-4 cm, con márgenes serrados y ápice obtuso. Las inflorescencias son axilares o terminales, con 1 a 4 pequeñas flores (1,5-2,5 cm de diámetro) con 5 pétalos de color blanco. Son muy perfumadas, al igual que las hojas al machacarlas. 
El fruto, la mandarina, es de forma globosa y algo deprimida en los polos, de unos 5 a 8 cm de diámetro; de color amarillento, naranja o rojo anaranjado, con piel brillante y fina marcada por multitud de glándulas oleaginosas que exhalan el mismo perfume que las flores.

## Polinización
Los cítricos normalmente son autofértiles, necesitando sólo algún insecto o la actuación del viento para llevar el polen desde los órganos masculinos de la flor hasta los femeninos. También pueden ser partenocárpicos, no necesitando entonces la polinización y no produciendo en este caso semillas, tal como ocurre con las satsumas.
Las flores del mandarino Dancy son una excepción. Son autoestériles y debe haber en las proximidades otras variedades que produzcan polen compatible y una alta población de insectos polinizadores para obtener una buena cosecha.

## Variedades

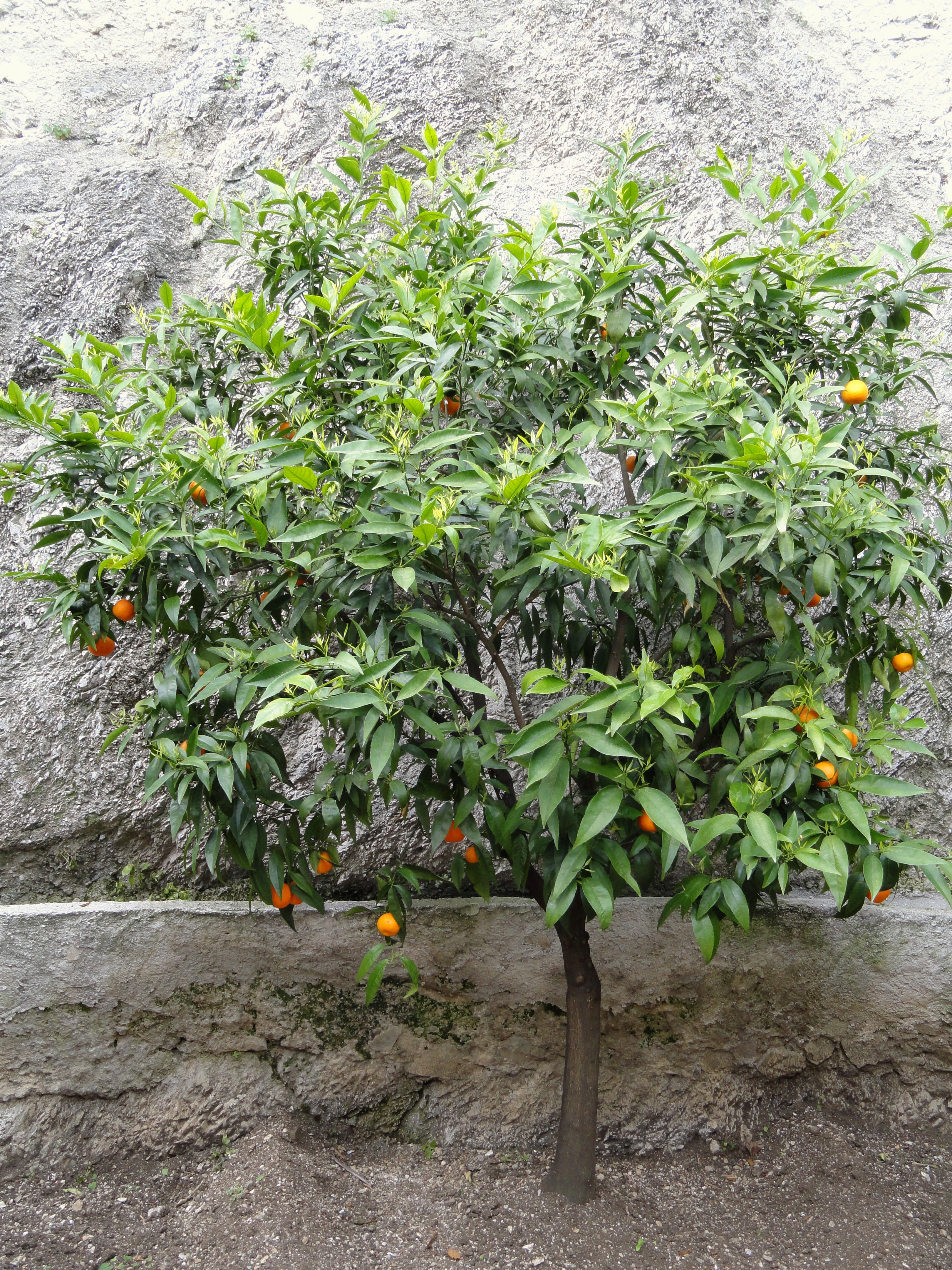
Vista del árbol

### Clementinas
Son de color naranja intenso, de forma esférica aplanada. Se consideran un cruce entre la mandarina y una naranja silvestre de Argelia. Se pelan con facilidad y tienen muy buen sabor. 
Destacan variedades como:
- Clementina Fina, un fruto de extraordinaria calidad de tamaño pequeño o medio, con un peso entre 50 y 70 gramos. Recolección: entre noviembre y enero.
- Oroval, tienen forma redondeada y un peso que oscila entre los 70 y 90 gramos. La corteza es granulosa y fácil de pelar. Recolección: de noviembre a diciembre (no es recomendable su conservación en el árbol ya que pierde zumo y tiende a hincharse).
- Clemenules, (originaria de Nules en Castellón) es la más cultivada del mundo. Variedad para la cual España dispone de unas 81.000 ha, tiene el fruto de tamaño grande (80-100 gramos) con forma algo achatada. Su pulpa resulta jugosa, fácil de pelar y carece prácticamente de semillas. Recolección: de noviembre a enero.

- Otras variedades muy similares a las anteriores y sin semillas son la Clemenpons, Oronules, Esbal, Hernandina, Marisol, Arrufatina etc.
- Dancy: fruta mediana con piel lisa o algo rugosa, pulpa de color anaranjado; contiene 10 semillas.[3]

## Producción mundial

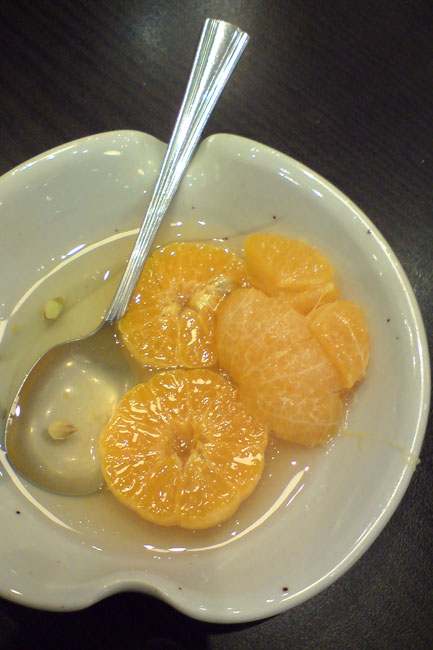
Milgam hwachae, un plato coreano de fruta realizado con mandarinas y miel

| Mandarinas y clementinas Los 10 principales productores en 2018 (toneladas) | Mandarinas y clementinas Los 10 principales productores en 2018 (toneladas) |
| --------------------------------------------------------------------------- | --------------------------------------------------------------------------- |
| China                                                                       | 19.035.444                                                                  |
| España                                                                      | 1.978.581                                                                   |
| Turquía                                                                     | 1.650.000                                                                   |
| Marruecos                                                                   | 1.208.789                                                                   |
| Egipto                                                                      | 1.068.351                                                                   |
| Brasil                                                                      | 996.872                                                                     |
| Estados Unidos                                                              | 804.670                                                                     |
| Japón                                                                       | 773.700                                                                     |
| Italia                                                                      | 699.832                                                                     |
| Corea del Sur                                                               | 646.218                                                                     |
| Total mundial                                                               | 34.393.431                                                                  |
| Fuente: UN Food & Agriculture Organisation (FAO),                           |                                                                             |

## Taxonomía
Citrus reticulata fue descrita por Francisco Manuel Blanco y publicada en Flora de Filipinas 610. 1837.